# Zwemmen op de Olympische Zomerspelen 2024 – 400 meter wisselslag mannen
De 400 meter wisselslag mannen op de Olympische Zomerspelen 2024 vond plaats op 28 juli 2024 in de Paris La Défense Arena. Regerend olympisch kampioen was Chase Kalisz uit de Verenigde Staten.

## Records
Voorafgaand aan het toernooi waren dit het wereldrecord en het olympisch record
| Wereldrecord     | Léon Marchand  | 4.02,50 | Fukuoka | 23 juli 2023     |
| Olympisch record | Michael Phelps | 4.03,84 | Peking  | 10 augustus 2008 |

## Uitslagen
De acht snelste zwemmers in de series kwalificeerden zich voor de finale.

### Series
| 1  | 2 | 4 | Léon Marchand        | Frankrijk        | 4.08,30 | Q     |
| 2  | 2 | 3 | Max Litchfield       | Groot-Brittannië | 4.09,51 | Q     |
| 3  | 2 | 5 | Daiya Seto           | Japan            | 4.10,92 | Q     |
| 4  | 1 | 4 | Carson Foster        | Verenigde Staten | 4.11,07 | Q     |
| 5  | 1 | 6 | Tomoyuki Matsushita  | Japan            | 4.11,18 | Q     |
| 6  | 1 | 3 | Alberto Razzetti     | Italië           | 4.11,52 | Q     |
| 6  | 2 | 6 | Lewis Clareburt      | Nieuw-Zeeland    | 4.11,52 | Q     |
| 6  | 2 | 8 | Cedric Büssing       | Duitsland        | 4.11,52 | Q, NR |
| 9  | 2 | 7 | Balázs Holló         | Hongarije        | 4.12,20 |       |
| 10 | 1 | 8 | Zhang Zhanshuo       | China            | 4.12,71 |       |
| 11 | 1 | 5 | Chase Kalisz         | Verenigde Staten | 4.13,36 |       |
| 12 | 1 | 1 | William Petric       | Australië        | 4.13,58 |       |
| 13 | 2 | 2 | Brendon Smith        | Australië        | 4.14,36 |       |
| 14 | 1 | 7 | Gábor Zombori        | Hongarije        | 4.14,88 |       |
| 15 | 1 | 2 | Apostolos Papastamos | Griekenland      | 4.15,32 |       |
| 16 | 2 | 1 | Tristan Jankovics    | Canada           | 4.18,23 |       |

### Finale
| Rang   | Naam | Land                | Tijd             | Baan    | Bijz. |
| ------ | ---- | ------------------- | ---------------- | ------- | ----- |
| Goud   | 4    | Léon Marchand       | Frankrijk        | 4.02,95 | OR    |
| Zilver | 2    | Tomoyuki Matsushita | Japan            | 4.08,62 |       |
| Brons  | 6    | Carson Foster       | Verenigde Staten | 4.08,66 |       |
| 4      | 5    | Max Litchfield      | Groot-Brittannië | 4.08,85 | NR    |
| 5      | 7    | Alberto Razzetti    | Italië           | 4.09,38 |       |
| 6      | 1    | Lewis Clareburt     | Nieuw-Zeeland    | 4.10,44 |       |
| 7      | 3    | Daiya Seto          | Japan            | 4.11,78 |       |
| 8      | 8    | Cedric Büssing      | Duitsland        | 4.17,16 |       |